# Anglo Saxon (Schiff, 1856)
Die Anglo Saxon war ein 1856 in Dienst gestelltes Passagierschiff der kanadisch-britischen Reederei Allan Line, das Passagiere, Fracht und Post von Liverpool nach Quebec beförderte. Sie war das dritte Schiff, das die Allan Line in Auftrag gab. Am 27. April 1863 kollidierte die Anglo Saxon vor Kap Race an der Küste von Neufundland in dichtem Nebel mit einem Felsen und sank. 238 Menschen kamen ums Leben. Der Untergang der Anglo Saxon war das bis dahin schwerste Schiffsunglück auf dem Nordatlantik und wurde erst zehn Jahre später von der Atlantic (545 Tote) übertroffen. Außerdem ist die Anglo Saxon-Tragödie das größte Unglück in der Geschichte der Allan Line.

## Das Schiff
Das 1.715 BRT große Dampfschiff Anglo Saxon wurde 1855 von der im Vorjahr gegründeten Allan Line auf der Werft William Denny & Brothers Ltd. in der schottischen Stadt Dumbarton am Clyde bestellt und lief am 8. April 1856 mit der Baunummer 56 vom Stapel. Sie wurde als großer und moderner Ozeandampfer konstruiert. Ihr Rumpf wurde aus Stahl gefertigt und war mit vier wasserdichten Türen ausgestattet. Das Schiff war 86,3 Meter lang, 10,7 Meter breit und hatte einen maximalen Tiefgang von 3,9 Metern. Die Dampfmaschinen leisteten 300 PS und ermöglichten eine Geschwindigkeit von 13 Knoten.
Am 4. Juni 1856 lief die Anglo Saxon in Liverpool zu ihrer Jungfernfahrt nach Québec und Montreal mit Zwischenhalt in Derry (damals noch Londonderry) ab. Sie benötigte für die Fahrt elfeinhalb Tage, für die Rückfahrt zehneinhalb. Im Jahr 1859 stellte sie ihren größten Rekord auf, als sie die Fahrt in neun Tagen und fünf Stunden schaffte. Die Anglo Saxon hatte nicht genügend Platz in ihren sechs Rettungsbooten für alle Passagiere an Bord.

## Untergang
Am Donnerstag, dem 16. April 1863 legte die Anglo Saxon in Liverpool zu einer weiteren Überfahrt nach Québec und Montreal ab. Sie befand sich unter dem Kommando von Kapitän William Burgess. Zur Ladung zählten hauptsächlich Stahl, Stückgut und eine große Menge Post für Kanada und die Vereinigten Staaten. Um 18.00 Uhr am darauf folgenden Tag stoppte das Schiff in Moville (Nordirland), wo weitere Passagiere an Bord kamen. Anschließend setzte das Schiff seine Fahrt in den offenen Atlantik fort. Neben 85 Besatzungsmitgliedern waren 360 Passagiere (48 Erste Klasse und 312 Dritte Klasse), insgesamt 445 Personen, an Bord.
Am Sonnabend, dem 25. April gegen 20.00 Uhr erreichte die Anglo Saxon ein Gebiet voller Eisschollen, außerdem geriet sie in eine Nebelbank und heftige Starkwinde. Ihre Geschwindigkeit wurde daraufhin vorsichtshalber reduziert. Zwei Stunden später wurden die Maschinen komplett gestoppt, da Kapitän Burgess das Risiko einer Kollision mit Eis in dem dichten Nebel nicht riskieren wollte. Ab etwa 05.00 Uhr morgens am 26. April lichtete sich der Nebel; die Segel wurden wieder gesetzt und es wurde leichte Fahrt aufgenommen. Fünf Stunden später war der Nebel komplett verschwunden und es herrschte wieder freie Sicht. um 14.00 Uhr nachmittags hatte man schließlich auch das Eis durchquert. Es wurde wieder volle Geschwindigkeit aufgenommen.
Am Vormittag des 27. April verschlechterte sich das Wetter jedoch erneut. Es traten heftige Winde aus Süd-Südost auf, die Temperatur sank spürbar und das Schiff dampfte wieder durch dichten Nebel. Die Segel wurden eingeholt. Der Kurs der Anglo Saxon wurde in eine nordwestliche Richtung gelenkt und es wurde auf halbe Geschwindigkeit reduziert. Als ab 11.10 Uhr zusätzlich große Wogen gegen die Steuerbordseite des Dampfers zu schlagen begannen, ließ Kapitän Burgess sofort die Maschinen auf volle Kraft zurücksetzen. Bevor der Dampfer gestoppt werden konnte, prallte er nur wenige Minuten später auf die Felsen von Clam Cove, etwa vier Meilen nördlich von Kap Race. Das Schiff lief auf Grund und saß auf den Felsen fest. Die Gewalt der Wellen schob die Anglo Saxon immer weiter auf die Klippen, wodurch die Schraube, das Ruder und Teile des Hecks abgerissen wurden. Da es offensichtlich war, dass die beschädigte Anglo Saxon nicht mehr von den Felsen heruntergelangen konnte, befahl Burgess, das Schiff zu ankern, um es zu stabilisieren. Das Vorschiff war jedoch bereits geflutet, sodass niemand die Ankerwinde erreichen konnte. Um die Explosion der Kessel zu vermeiden, wurden die Ventile geöffnet und der Dampf abgelassen.
Die Evakuierung des Schiffs erwies sich als sehr schwierig. Die Rettungsboote Nr. 1 und 3 konnten nicht zu Wasser gelassen werden, da sie sich direkt über den Felsen befanden und auf ihnen zerschellt wären. Drei Rettungsboote (Nr. 2, 4 und 6) konnten erfolgreich herabgelassen werden, doch Nr. 4 und Nr. 6 verschwanden und wurden nie wieder gesehen. Mittels einer Seilverbindung zum Land konnte eine größere Anzahl Passagiere, darunter Frauen und Kinder, gerettet werden. Zahlreiche andere Menschen wurden über Bord gespült, viele hielten sich an der Takelage und den Segeln fest. Etwa eine Stunde nach dem Zusammenstoß riss die stürmische See das Heck von den Felsen herunter, sodass die Anglo Saxon nach Backbord kenterte und sehr schnell unterging. Eine große Anzahl an Passagieren und Besatzungsmitgliedern war zu diesem Zeitpunkt noch an Deck.

## Zusammenfassung
238 Menschen kamen durch den Untergang der Anglo Saxon ums Leben, 224 Passagiere und 14 Besatzungsmitglieder. 187 Menschen überlebten (116 Passagiere und 71 Besatzungsmitglieder). Kapitän Burgess hatte das Unglück nicht überlebt. Zwei der Rettungsboote mit insgesamt 90 Überlebenden wurden am 28. April um 09.00 Uhr morgens zwischen Kap Race und Kap Ballard von dem Schlepper Dauntless aufgenommen und bei Cape Race an Land gebracht.
Drei weitere Überlebende, die es an Land geschafft hatten, erreichten am Nachmittag die Telegraphenstation von Cape Race, wodurch sich die Nachricht von dem Unglück schnell verbreitete. Ein Boot, das der Associated Press gehörte, machte sich daraufhin auf den Weg zum Unglücksort, um nach weiteren Überlebenden zu suchen. Der Dampfer Bloodhound wurde losgeschickt, um die Schiffbrüchigen in Cape Race abzuholen.
Der Untergang der Anglo Saxon war das bis dahin schwerste Schiffsunglück auf dem Nordatlantik und durch ihn war der höchste Verlust von Menschenleben auf einem Schiff der Allan Line zu beklagen.

## Untersuchung durch den Board of Trade
Im Juni 1863 fand in der St. George’s Hall in Liverpool die Untersuchung des Unglücks durch den Board of Trade unter dem Vorsitz des Magistrats Thomas Stamford Raffles statt. Ihm standen zwei Marineexperten, Henry Harris und Robert Baker, als sachverständige Berater zur Seite. Die Untersuchungskommission wurde von James O’Dowd, einem Rechtsanwalt des Merchant Shipping Department of Her Majesty’s Customs (Ministerium für Handelsschifffahrt Ihrer Majestät), geleitet. Der Abschlussbericht wurde am 31. Juli 1863 vorgelegt.
Kritikpunkte waren hauptsächlich das Verhalten der Mannschaft, das als unzureichend angesehen wurde und die Tatsache, dass die Rettungsboote nicht bis zum letzten Platz besetzt worden waren. Eines der Boote, das eine Kapazität von 45 Personen hatte, war mit nur fünf Menschen an Bord aufgefunden worden. Es wurde zudem erklärt, dass das Unglück hätte vermieden werden können, wenn eine Daboll Air Trumpet auf Cape Race installiert gewesen wäre. Diese von dem US-Amerikaner Celadon Daboll wenige Jahre zuvor entworfene Art von Nebelhörnern konnte in dichtem Nebel sechs bis elf Meilen gehört werden und hätte der Anglo Saxon die Nähe zum Land signalisiert.